# Walter Sydney Adams
Walter Sydney Adams (20. prosinec 1876 Antiochie – 11. květen 1956 Pasadena) byl americký astronom narozený v Sýrii, v rodině křesťanských misionářů. Do USA se rodina vrátila v jeho osmi letech. Astronomii vystudoval na Dartmouth College v New Hampshire, na Chicagské univerzitě a na univerzitě v Mnichově. V letech 1923–1946 byl ředitelem observatoře na hoře Mount Wilson v Kalifornii. Studoval spektra hvězd, při té příležitosti roku 1915 dokázal, že hvězda Sirius B je bílý trpaslík. Za pomoci spektroskopu zkoumal též sluneční skvrny, rotaci Slunce a spočítal vzdálenost tisíců dalších hvězd. Jeho jméno nese kráter Adams na Měsíci, který v roce 1970 pojmenovala Mezinárodní astronomická unie po něm, astronomovi C. H. Adamsovi a anglickém matematikovi J. C. Adamsovi.
Získal řadu ocenění, roku 1917 Zlatou medaili Královské astronomické společnosti, roku 1918 Medaili Henryho Drapera, v roce 1926 Cenu Julese Janssena, 1928 Medaili Catheriny Bruceové.